# Ричард Алперт (Остаться в живых)
Рикардо «Ричард» Алперт (англ. Ricardo «Richard» Alpert) — один из главных героев американского телесериала «Остаться в живых». Алперт впервые появляется во флешбэке Джульет Бёрк (Элизабет Митчелл), где он представляется доктором из биологической научно-исследовательской компании под названием Mittelos Bioscience; однако позже выясняется, что он один из группы коренных обитателей Острова, называемых «Другими», где он играет роль, которую продюсеры сериала сравнили с ролью Панчен-ламы в буддизме. Главная особенность этого персонажа — он бессмертен (бессмертие дал ему Джейкоб); он одинаково выглядел и во время событий после катастрофы рейса 815 в 2004 году, и во флешбэках, относящихся к середине 1950-х.
Сначала появившийся как приглашённая звезда в серии «Не в Портленде», Алперт неоднократно появляется в течение третьего сезона, как во флешбэках, так и в событиях на Острове; однако, весной 2007 года, незадолго до финала третьего сезона «Остаться в живых», Карбонель подписал контракт на съёмки в главной роли в другом сериале — Тростник, что подставило под сомнение его будущее в Остаться в живых. Тем не менее, из-за забастовки сценаристов Тростник был закрыт, что позволило Карбонелю вернуться для финальных трёх серий четвёртого сезона и нескольких в пятом. Продюсеры Деймон Линделоф и Карлтон Кьюз подтвердили в январе 2009 года, что Карбонель подписал контракт на шестой финальный сезон сериала, вышедший в 2010 году. В нём Алперт был задействован как член основного актёрского состава.

## Характеристика персонажа
Тайны, окружающие этого нестареющего героя, широко обсуждались среди сообщества фанатов сериала. Ведь несмотря на то, что Ричард появляется в сценах, изображающих события от 1860-х до 2000-х, это никак не сказывается на его внешности. В серии «Человек за ширмой» Бен, обращаясь к Ричарду, говорит «Ты ведь помнишь дни рождения, не так ли?». Когда на конференции Comic-Con International в 2008 году был задан вопрос о возрасте Алперта, исполняющий одну из ведущих ролей в «Остаться в живых» актёр Мэтью Фокс предположил, что тому 125 лет, однако продюсер Дэймон Линделоф сказал, что это не так. Когда в серии «Болванка» Локк спросил Джульет насчёт возраста Ричарда, та ответила только, что он «стар». В серии «Следуй за лидером» Бен описывает Ричарда как советника, который «занимает эту должность очень и очень давно». В серии «Dr. Linus» Ричард говорит, что не стареет после прикосновения Джейкоба. В серии «Ab Aeterno» показывается жизнь Ричарда в 1867 году, в возрасте около 35 лет. Соответственно, на момент завершения основной сюжетной линии сериала в 2007 году ему было 175.

## Создание персонажа
Этот герой получил своё имя в честь Рама Дасса, урождённого Ричарда Алперта, перешедшего в индуизм американского писателя, популярного в 1960-е и 1970-е годы. Продюсер «Остаться в живых» Дэймон Линделоф подтверждал, что Ричард назван в честь известной персоны, хотя и не уточнял, в честь кого именно. Нестор Карбонель первоначально заключал контракт на одно появление в качестве «приглашённой звезды» в серии «Не в Портленде» с возможностью продолжения этой роли в дальнейшем. После того, как продюсеры были удовлетворены его игрой, контракт был продлён на ещё пять серий третьего сезона. Во время производства серии «Человек за ширмой» Карбонель был занят на съёмках пилотной серии драматического сериала «Плантация» для канала CBS.
Во время съёмок последних серий третьего сезона Карбонель всё так же был занят в работе на «Плантации». Авторам «Остаться в живых» пришлось изменить первоначальный вариант развития сюжета четвёртого сезона с учётом возможного отсутствия Нестора. Несмотря на желание актёра вернуться к «Остаться в живых» президент CBS Нина Тасслер исключила ещё одну возможность его появления в сериале. Продолжение производства «Плантации» было отменено во время забастовки гильдии сценаристов 2007—2008, что освободило Карбонеля от контракта с каналом CBS. Исполнительный продюсер Карлтон Кьюз назвал этот эпизод непреднамеренным положительным последствием забастовки.

## Критика
После первого появления Ричарда, Эрин Мартелл из AOL's TV Squad отмечал своё разочарование тем, что Карбонель не использовал тот акцент, который был у него в «Suddenly Susan». Джефф Дженсен из Entertainment Weekly был доволен возвращению Ричарда в «Одной из нас», упомянув воплощённом Карбонелем супергероя Летучего Мыша в пародийном ситкоме Тик-герой. Он также писал, что ему «понравился тот сухой способ рассказать Джульет, что он подсыпал ей в апельсиновый сок внушительное количество транквилизаторов… Его красноречивый соблазн был настолько убедителен, что, думаю, каждый из нас бы выпил этот сок». Крис Кэработт из IGN писал, что появление Ричарда в флешбэке Бена (Майкл Эмерсон) в «Человеке за ширмой» было «одним из самых неожиданных откровений серии, потому что непохоже, чтобы Алперт состарился хоть на день за тридцать с лишним лет».
Многие рецензенты были довольны возвращением Ричарда в серии «Лихорадка в хижине» после десяти серий отсутствия в проекте. Джей Глатфелтер из The Huffington Post назвал его «любимчиком фанатов» и предположил, что его появление при рождении Джона Локка (Терри О’Куинн) связано с путешествиями во времени, это казалось более вероятным, чем нестарение. Это оказалось неверным, в серии «Болванка» Локк встречался с Ричардом за два года до этого события. Кэработт назвал это «самым большим и приятным сюрпризом», потому что «он один из самых загадочных персонажей сериала и его появление в прошлом Локка стало ещё одной захватывающей и шокирующей подробностью». Морин Райан из Chicago Tribune говорила «я испытываю абсурдную радость, когда Ричард Алперт (чудесно жуткий Нестор Карбонель) появляется в кадре. Я просто знаю, что он собирается в скором времени открыть какие-то добродетели Dharma Initiative, и само его присутствие повышает мой уровень восприятия, и я уже чувствую, что серия хороша». Синтия Литтлтон из журнала Variety говорила «Один лишь вид Ричарда доводит меня до опьянения. Нестор Карбонель — фантастический актёр».